# Ejsing Kirke
Ejsing Kirke ligger i landsbyen Ejsing i Ejsing Sogn og er én af Danmarks største landsbykirker.
Kirken er bygget i 12. århundrede og siden udvidet med tårn og våbenhus. Kirken rummer blandt andet flere kalkmalerier, en udskåren prædikestol samt et klokkespil opstillet i det 20. århundrede
Herregården Landting har haft stor indflydelse på kirken. Der findes således et Landting-kapel i kirken, ligesom der på kirkegården findes et gravsted for slægten.